# Paulo Diniz
Paulo Diniz, nom artistique de Paulo Lira de Oliveira (Pesqueira, 24 janvier 1940 — Recife, 22 juin 2022) était un chanteur et compositeur brésilien,

## Biographie
Il est le fils de Vanderlon Diniz, né dans le quartier de Farroupilha. De 12 à 16 ans, il a travaillé dans les usines de bonbons Peixe, dans sa ville natale, Pesqueira, à l'intérieur de Pernambuco, et comme cireur de chaussures, pour aider son mère, car ils étaient pauvres. À l'âge de 14 ans, il a commencé une carrière de journaliste à Pesqueira Loudspeaker Services - S.A.P. De là, il a eu une opportunité à Rádio Difusora de Pesqueira, propriété de l'Empresa Jornal do Commercio. Plus tard, il a déménagé à Recife, où il a essayé de gagner sa vie en cirant des chaussures, en tant que crooner et batteur dans des boîtes de nuit, en tant qu'annonceur dans des maisons de commerce, puis en tant qu'annonceur et acteur à Rádio Jornal do Commercio.
De Recife, il s'est rendu à Caruaru, puis à Fortaleza, où il a travaillé comme animateur et acteur à la radio et à la télévision. En 1964, il se rend à Rio de Janeiro, où il est consultant pour Rádio Tupi, est animateur pour Rádio Mayrink Veiga et Rádio Globo et commence à composer plus fréquemment. Son premier enregistrement sort en 1966, avec la chanson O Chorão.
En 1966, à l'apogée de la Jovem Guarda, il sort son premier album, et le morceau de  iê-iê-iê "O Chorão" devient un succès national.
En 1970, il compose, en partenariat avec son ami Odibar, l'hymne contestataire « Quero Voltar Pra Bahia », dont les vers pleins de nostalgie rendent hommage à Caetano Veloso, exilé à Londres. La chanson a atteint le sommet des charts à travers le pays et est devenue une sorte d'hymne, une chanson symbolique d'une période troublée de l'histoire politique et sociale du Brésil.
Quatre ans plus tard, il sort deux LP, puis se consacre à la mise en musique de poèmes en langue portugaise d'auteurs tels que Carlos Drummond de Andrade (E Agora, José?), Gregório de Matos (Definição do Amor), Augusto dos Anjos ( Versos Íntimos), Jorge de Lima (Essa Nega Fulô) et Manuel Bandeira (Je vais à Pasárgada).
Ses chansons ont été enregistrées par Clara Nunes, Emílio Santiago, Simone et d'autres chanteurs. Parmi ses succès figurent "Pingos de Amor", enregistrés par plusieurs artistes, "Canoeiro", "Um Chopp pra Distrair" et "Ponha um Rainbow na sua moringa", mais le succès qui l'a rendu célèbre est la chanson "Quero voltar pra bahia". ".
Entre 1987 et 1996, en raison de graves problèmes de santé qui le laissent presque paralysé, il n'enregistre aucun album.
Partiellement rétabli, il reprend sa carrière en 1997, lorsqu'il retrouve sa résidence permanente à Recife.
Ces dernières années, vivant à Recife, il était en fauteuil roulant, car la maladie qui l'avait presque paralysé dans les années 80 était réapparue en 2005, et cette fois-ci a paralysé ses membres inférieurs. Il a arrêté de se produire en 2016.Il a continué à travailler sur de nouvelles chansons jusqu'à sa mort, le 22 juin 2022, à l'âge de 82 ans, de causes naturelles.

## Discographie
- Brasil, Brasa, Braseiro, 1967
- Quero Voltar Pra Bahia, 1970
- Paulo Diniz (álbum de 1971), 1971
- E agora, José?, 1972
- Lugar Comum, 1973
- Paulo Diniz (álbum de 1974), 1974
- Paulo Diniz (compacto simples) 1975
- Estradas, 1976
- É Marca Ferrada, 1978
- Canção do Exílio, 1984
- Pegou de Jeito 1985
- 20 super sucessos-novas regravações  1997
- Reviravolta  2004